# Свети Три Светители (Шумен)
„Свети Три Светители“ е православна църква в град Шумен. Тя е част от Шуменска духовна околия, Варненска и Великопреславска епархия на Българската православна църква.

## История
Храмът е изграден през 1857 година върху старо християнско гробище с финансовата подкрепа на еснафи по проект на цариградски храм. Първоначално настоятелите имат намерение храмът да се посвети на светите братя Кирил и Методий, но този замисъл е осуетен от гръцкия митрополит Вениамин Преславски и храмът е осветен под името на християнските светители Василий Велики, Григорий Богослов и Йоан Златоуст. Първоначалният вид на храма се отличава със своя възрожденски архитектурен план и е във вид на трикорабна базилика с колонада и матронеум във формата на буквата „П“.
По време на Втората световна война в нощта на 22 февруари 1944 година храмът е опожарен, като за пожара се предполага, че са виновни военните, настанени в храма с цел известяване на въздушна опасност. Храмът е възстановен отново през пролетта на 1948 година и на 27 септември – Кръстовден по стар стил, е осветен от митрополит Йосиф Варненскопреславски и в присъствието на епископ Тихон Смоленски в качеството му на ректор на Софийската духовна семинария. В храма се намира и параклис „Свети Паисий Хилендарски“, осветен през 1971 година и използван за баптистерий.